# Marie Windsor
Marie Windsor, née Emily Marie Bertelson le 11 décembre 1919 à Marysvale (Utah) et morte le 10 décembre 2000 à Beverly Hills (Californie), est une actrice américaine. Elle a été consacrée comme la « Reine de la série B » par le public et la critique des années 1940, à l'image des actrices Fay Wray, Lucille Ball ou Ida Lupino.

## Biographie

### Carrière
Miss Utah en 1937, Marie Windsor se rend ensuite à New York pour y suivre l'enseignement de la comédienne d'origine russe Maria Ouspenskaïa, adepte des théories de Stanislavski, père de la méthode de l’Actors Studio.
Après avoir passé quelques années cantonnée dans des troisièmes rôles, de courtes apparitions et autres silhouettes (souvent non crédités au générique), elle obtient la reconnaissance avec son rôle de femme fatale dans le film noir L'Enfer de la corruption (Force of Evil, 1948) de Abraham Polonsky, aujourd'hui considéré comme un classique.
En 1952, année charnière de sa carrière, Marie Windsor tient des rôles clés dans L'Énigme du Chicago Express (The Narrow Margin) de Richard Fleischer et L'Homme à l'affût (The Sniper) d'Edward Dmytryk. Elle s'impose alors dans le genre du film noir (voir filmographie), son personnage le plus fameux demeurant probablement la vénale Sherry, qui fait dérailler la mécanique du casse de L'Ultime Razzia (The Killing, 1956) de Stanley Kubrick.
Elle a également beaucoup joué pour la télévision, notamment dans d'innombrables shows et séries populaires (Maverick, Rawhide, Bonanza, L'Incroyable Hulk,  Arabesque, etc.).
Après avoir déserté les plateaux de cinéma et de télévision, Marie Windsor se consacre à sa passion pour la peinture et la sculpture. En 1999, elle est nommée par l'American Film Institute dans la liste des 50 plus grandes stars du cinéma américain de tous les temps.

### Vie privée
Marie Windsor s'est mariée deux fois : la première avec Ted Steele, puis avec Jack Hupp, membre de l’équipe nationale de basket-ball en 1936, avec lequel elle eut un fils.

## Filmographie sélective

### Cinéma
- 1941 : Unexpected Uncle (en) de Peter Godfrey
- 1941 : Week-End for Three (en) d'Irving Reis
- 1941 : Le Collège en folie (All-American Co-Ed) de LeRoy Prinz
- 1941 : Playmates de David Butler
- 1942 : Les Yeux dans les ténèbres (Eyes in the Night) de Fred Zinnemann : une actrice en répétition
- 1947 : Meurtre en musique (Song of the Thin Man) d’Edward Buzzell :  Helen Amboy
- 1947 : Marchands d'illusions (The Hucksters) de Jack Conway : une fille dans le train
- 1947 : L’Heure du pardon (The Romance of Rosy Ridge) de Roy Rowland : une fille de Baggett
- 1947 : Living in a Big Way de Gregory La Cava (non créditée)
- 1948 : L'Enfer de la corruption (Force of Evil) d’Abraham Polonsky : Edna Tucker
- 1948 : Le Pirate (The Pirate) de Vincente Minnelli : Mme Lucia
- 1948 : Les Trois Mousquetaires (The Three Musketeers) de George Sidney : une espionne
- 1949 : Le Bagarreur du Kentucky (The Fighting Kentuckian) de George Waggner
- 1949 : La Dernière Charge (Outpost in Morocco), de Robert Florey - Cara
- 1949 : Hellfire (en) de R. G. Springsteen : Mary Carson / Doll Brown
- 1950 : La Femme sans loi (Frenchie) de Louis King : Diane Gorman
- 1951 : La Rivière de la mort (Little Big Horn) de Charles Marquis Warren : Celie Donlin
- 1951 : Hurricane Island (en) de Lew Landers : Jane Bolton
- 1951 : Two-Dollar Bettor (en) de Edward L. Cahn : Mary Slate
- 1952 : Japanese War Bride de King Vidor : Fran Sterling
- 1952 : L'Énigme du Chicago Express (The Narrow Margin) de Richard Fleischer : Mrs. Frankie Neall
- 1952 : L'Homme à l'affût (The Sniper) d'Edward Dmytryk : Jean Darr
- 1952 : Femmes hors-la-loi (Outlaw Women) de Sam Newfield : Iron Mae Mcleod
- 1952 : The Jungle de William Berke : Princesse Mari
- 1953 : Les Démons du Texas (The Tall Texan) d'Elmo Williams : Laura Thompson
- 1953 : Un homme pas comme les autres (Trouble Along the Way) de Michael Curtiz : Anne Williams McCormick
- 1953 : Traqué dans Chicago (City That Never Sleeps) de John H. Auer : Lydia Biddel
- 1953 : So This Is Love de Gordon Douglas : Marilyn Montgomery
- 1953 : Cat-Women of the Moon de Arthur Hilton : Helen Salinger
- 1953 : The Eddie Cantor Story de Alfred E. Green : Cleo Abbott
- 1954 : Terreur à l'ouest (The Bounty Hunter) de André de Toth : Alice Williams
- 1954 : Les Bas-fonds d'Hawaï (Hell's Half Acre) de John H. Auer : Rose
- 1955 : The Silver Star de Richard Bartlett : Karen Childress
- 1955 : Deux Nigauds et la momie (Abbott and Costello Meet the Mummy) de Charles Lamont : Mme Rontru
- 1955 : No Man's Woman de Franklin Adreon : Carolyn Ellenson Grant
- 1955 : Two-Gun Lady de Richard Bartlett : Bess
- 1956 : Femmes gangsters (Swamp Women) de Roger Corman : Josie Nardo
- 1956 : L'Ultime Razzia (The Killing) de Stanley Kubrick : Sherry Peatty
- 1957 : La Femme et le Rôdeur (The Unholy Wife) de John Farrow : Gwen
- 1957 : The Parson and the Outlaw de Oliver Drake : Tonya
- 1957 : L'Histoire de l'humanité (The Story of Mankind) d’Irwin Allen : Joséphine Bonaparte
- 1957 : La Fille aux bas noirs (The Girl in Black Stockings) d'Howard W. Koch : Julia Parry
- 1958 : La Journée des violents (Day of the Bad Man) de Harry Keller : Cora Johnson
- 1958 : Island Women de William Berke : Elizabeth
- 1962 : Paradise Alley de Hugo Haas : Linda Belita
- 1962 : The Day Mars Invaded Earth de Maury Dexter : Claire Fielding
- 1963 : Ma femme est sans critique (Critic's Choice) de Don Weis : Sally Orr
- 1964 : À l'Ouest du Montana (Mail Order Bride) de Burt Kennedy : Hanna
- 1964 : Les Séducteurs (Bedtime Story) de Ralph Levy : Madame Sutton
- 1966 :  La Chambre des horreurs (Chamber of Horrors) de Hy Averback : Madame Corona
- 1969 : Un homme fait la loi (The Good Guys and the Bad Guys) de Burt Kennedy : Polly
- 1971 : Tueur malgré lui (Support Your Local Gunfighter) de Burt Kennedy : Goldie
- 1971 : Le Dernier Train pour Frisco (One More Train to Rob) de Andrew V. McLaglen : Louella
- 1973 : Échec à l'organisation (The Outfit) de John Flynn : Madge Coyle
- 1973 : Les Cordes de la potence (Cahill United States Marshal) : Mme Hetty Green
- 1975 : Hearts of the West de Howard Zieff
- 1976 : Un vendredi dingue, dingue, dingue (Freaky Friday) de Gary Nelson : Madame Murphy
- 1981 : Lovely But Deadly de David Sheldon : Tante May
- 1987 : Commando Squad de Fred Olen Ray : Casey

### Télévision
- 1952 : The Unexpected, Saison 2-Episode 1, "Blackmail"
- 1953 : Lux Video Theatre, Saison 4-Episode 3, "The Cruel Time" : Phyllis
- 1954 : The Ford Television Theatre, Saison 2-Episode 21, "For Value Received" : Lorna Evans
- 1954 : Histoires du siècle dernier (Stories of the Century), Saison 1-Episode 1, "Belle Starr" : Belle Starr
- 1954 : The Pepsi-Cola Playhouse, Saison 1-Episode 21, "Live a little"
- 1954 : Public Defender, Saison 1-Episode 25, "The Ring" : Melody Scanlon
- 1954 : It's a Great Life, Saison 1-Episode 4, "Objective Moon" : Lola Manners
- 1954 : The Whistler, Saison 1-Episode 10, "Fatal Fraud" : Katherine
- 1954 : City Detective, Saison 2-Episode 11, "The Lady in the Beautiful Frame" : Mary
- 1954 : Waterfront, Saison 1-Episode 36, "Night at the Lighthouse" : Marie Turner
- 1955 : The Eddie Cantor Comedy Theater, Saison 1-Episode 12, "The Wizard"
- 1955 : Science Fiction Theatre, Saison 1-Episode 2, "Time Is Just a Place" : Nell Brown
- 1955 : Screen Directors Playhouse, Saison 1-Episode 9, "Tom et Jerry (Tom And Jerry)" : Lola
- 1956 : The Charles Farrell Show, Saison1-Episode 1, "Secrets" : rédactrice en chef du journal
- 1956 : Alias Mike Hercules, Saison 1-Episode 1, "Pilot" : Lydia Tremaine
- 1956 : Climax!, Saison 3-Episode 9, "Savage Portrait" : Vivian Cummings
- 1956 : The Red Skelton Hour, Saison 5-Episode 34, "The Picnic" : La fille du patron
- 1957 : Jane Wyman Presents The Fireside Theatre, Saison 2-Episode 24, "Small Talk"
- 1957 : The Ford Television Theatre, Saison 5-Episode 26, "House of Glass" : Ruby
- 1957 : Cheyenne, Saison 2-Episode 17, "Decision at Gunsight" : Leda Brandt
- 1957 : Cheyenne, Saison 3-Episode 3, "The Mutton Puncher" : Thora Flagg
- 1957 : The Californians, Saison 1-Episode 7, "The Regulators" : Dolly Dawson
- 1957 : The Adventures of McGraw, Saison 1-Episode 25, "The Joshua Tree" : Lucy
- 1957 :  Maverick, Saison 1-Episode 12, "The Quick and the Dead" : Cora
- 1957 : The Red Skelton Hour, Saison 6-Episode 20, "San Fernando's Showboat" : Jenny Lou, fille de San Fernando
- 1957 : The Red Skelton Hour, Saison 7-Episode 1, "Freddie and the Brooklyn Dodgers"
- 1958 : Matinee Theatre, Saison 3-Episode 104, "The Vigilante"
- 1958 : Target, Saison 1-Episode 14, "Deadly Deception" : Jean
- 1958 : Perry Mason, Saison 1-Episode 28  "Un fieffé filou (The Case of the Daring Decoy)" : Linda Griffith
- 1958 : The Red Skelton Hour, Saison 7-Episode 23, "Cauliflower's Hamburger Stand" : Ruthie
- 1958 : The Red Skelton Hour, Saison 7-Episode 33, "Freddie and the Millionaire" : La nièce de Madame Jennings
- 1958 : Yancy Derringer, Saison 1-Episode 3, "Ticket to Natchez" : Billie Jo James
- 1958 : Bat Masterson, Saison 1-Episode 5, "The Fighter" : Polly Landers
- 1959 : Pursuit, Saison 1-Episode 12, "The House at Malibu " : Bessie
- 1959 : Schlitz Playhouse, Saison 8-Episode 14, "The Salted Mine" : Alice Batson
- 1959 : Markham, Saison 1-Episode 12, "The Duelists" : Muriel Miles
- 1959 : Tales of Wells Fargo, Saison 4-Episode 3, "The Warrior's Return" : Dolly Stapes
- 1959 : The Deputy, Saison 1-Episode 3, "Back to Glory" : Angela
- 1959 : Shotgun Slade, Saison 1-Episode 2, "The Salted Mine " : Alice S. Batson
- 1959 : The Alaskans, Saison 1-Episode 8, "Winter Song" : Maria Julien
- 1959 : Rawhide, Saison 1-Episode 5, "Au Bord de la Folie (Incident on the Edge of Madness)" : Narcie
- 1960 : 77 Sunset Strip, Saison 2-Episode 15, "Collector's Item" : Comtesse Maruska
- 1960 : The Rebel, Saison 1-Episode 16, "Glory" : Emma Longdon
- 1960 : Bourbon Street Beat, Saison 1-Episode 19, "The 10% Blues" : Veda Troup
- 1960 : Bourbon Street Beat, Saison 1-Episode 39, "Teresa" : Mara
- 1960 : New Comedy Showcase, Saison 1-Episode 2, "Johnny Come Lately" : Angela Talbot
- 1960 : Lassie, Saison 7-Episode 12, "Little Cabbage" : Mimi Marlowe
- 1960 : Perry Mason, Saison 3-Episode 22  "The Case of the Madcap Modiste" : Flavia Pierce
- 1960 : The Red Skelton Hour, Saison 10-Episode 4, "Deadeye and the Magician" : Cactus Kate
- 1961 : The Best of the Post, Saison 1-Episode 15, "No Visitors" : infirmière Simmons
- 1961 : The Life and Legend of Wyatt Earp, Saison 6-Episode 29, "Wyatt Earp's Baby" : Lily Henry
- 1961 : Whispering Smith, Saison 1-Episode 15, "Trademark" : Maple Gray
- 1961 : Bronco, Saison 4-Episode 4, "The Equalizer" : Belle Logan
- 1961 : Rawhide, Saison 3-Episode 26, "La dame de cœur (Incident of the Painted Lady)" : Miss Katie
- 1961 : Intrigues à Hawaï (Hawaiian Eye), Saison 2-Episode 32, "The Comics" : Iris Landon
- 1961 : Intrigues à Hawaï (Hawaiian Eye), Saison 3-Episode 10, "The Final Score" : Marsha Metcalfe
- 1961 : The Red Skelton Hour, Saison 11-Episode 10, "The Great Brain Robbery" : Clara Appleby
- 1962 : Maverick, Saison 5-Episode 8, "Epitaph for a Gambler" : Kit Williams
- 1962 : The Red Skelton Hour, Saison 11-Episode 23, "Appleby's Bearded Boarder" : Clara Appleby
- 1962 : Lawman, Saison 4-Episode 30, "The Wanted Man" : Ann Jesse
- 1962 : Intrigues à Hawaï (Hawaiian Eye), Saison 3-Episode 33, "Location Shooting" : Maggie McCabe
- 1962 : Intrigues à Hawaï (Hawaiian Eye), Saison 4-Episode 1, "Day in the Sun" : Kiki
- 1962 : The Lloyd Bridges Show, Saison 1-Episode 15, "Now, You Take Your Average Rock..." : Dolores
- 1962 : Perry Mason, Saison 5-Episode 18  "The Case of the Tarnished Trademark" : Edith 'Edie' Morrow
- 1964 : Perry Mason, Saison 7-Episode 13, "The Case of the Wednesday Woman" : Madame Helen Reed
- 1964 : Rawhide, Saison 6-Episode 15, "Un marié au bout du canon (Incident of the Rusty Shotgun)" : Amie Claybank
- 1964 : Destry, Saison 1-Episode 5, "The Nicest Girl in Gomorrah" de Bernard Girard : Jewel Scrogg
- 1964 : Summer Playhouse, "Apartment in Rome" de Richard Kinon
- 1964 : The Rogues, Saison 1-Episode 14, "Hugger-Mugger, by the Sea" : Gloria Treat
- 1965 : Insight, Saison 5-Episode 2, "Bourbon in Suburbia" : Dorothy
- 1965 : Le Proscrit (Branded), Saison 1-Episode 14, "That the Brave Endure" : Carrie Milligan
- 1965 : The Legend of Jesse James, Saison 1-Episode 7, "The Quest" : Queenie
- 1965 : Bonanza, Saison 7-Episode 12, "Cinq couchers de soleil (Five Sundowns to Sunup)" : Elizabeth Lassiter
- 1966 : Batman, Saison 2-Episode 19, "Le Grand Frisson (Green Ice)" : Nellie Majors
- 1966 : Batman, Saison 2-Episode 20, "Batman brise la glace (Deep Freeze)" : Nellie Majors
- 1968 : The Outsider, Saison 1-Episode 9, "One Long-Stemmed American Beauty" : Leslie Jamison
- 1968 : Sur la piste du crime (The F.B.I.), Saison 4-Episode 12 : "The Flaw" : Grace
- 1969 : Mannix , Saison 2-Episode 9 : "J'ai besoin d'un ami (In Need Of A Friend)" : Barbara Timpkins
- 1969 : Bracken's World, Saison 1-Episode 12 : "Move in for a Close-Up" : Sally
- 1969 : Bracken's World, Saison 1-Episode 13 : "Stop Date"
- 1970 : Femmes sauvages (Wild Women), téléfilm de Don Taylor : Lottie Clampett
- 1971 : Bracken's World, Saison 2-Episode 9 : "The Anonymous Star" : Sally
- 1971 : Hawaï police d'État (Hawaii Five-O), Saison 4-Episode 3 : "Les Clés de l'énigme (Wednesday, Ladies Free)" : Gloria Marshall
- 1971 : Auto-patrouille (Adam-12), Saison 3-Episode 23 : "Vice versa (Vice Versa)" : Eunice Claridge
- 1971 : Police des plaines (Gunsmoke) , Saison 17-Episode 7 : "Trafton" : Mary K.
- 1972 : Auto-patrouille (Adam-12), Saison 5-Episode 10 : "Le Chasseur (The Chaser)" : Jenny
- 1972 : Alias Smith and Jones, Saison 3-Episode 2 : "High Lonesome Country" : Helen Archer
- 1972 : Hec Ramsey, Saison 1-Episode 3 : "Le Mystère de la Plume Verte (The Green Feather Mystery)" : Madame Irma
- 1973 : Barnaby Jones, Saison 1-Episode 13 : "Twenty Million Alibis" : Carole Morrison
- 1973 : Auto-patrouille (Adam-12), Saison 6-Episode 10 : "Hollywood Division" : Carolyn Halsman
- 1974 : Mannix, Saison 7-Episode 18 : "Soupçons (Walk a Double Line)" : Madame DeMarco
- 1974 : Manhunter, téléfilm de Walter Grauman : May
- 1974 : Police Story, Saison 2-Episode 10 : "Explosion" : Madame Kane
- 1976 : Docteur Marcus Welby (Marcus Welby, M.D.), Saison 7-Episode 19 : "The Highest Mountain" : Amanda Degan
- 1976 : Stranded, téléfilm de Earl Bellamy : Rose Orselli
- 1978 : Project U.F.O., Saison 2-Episode 6 : "Sighting 4019: The Believe It or Not Incident" : Cara Layton
- 1978 : Drôles de dames (Charlie's Angels), Saison 3-Episode 4 : "Meurtre à la station thermale (Angels in Springtime)" : Eve Le Deux
- 1979 : L'Île fantastique (Fantasy Island), Saison 2-Episode 14: "La Séance / Le Trésor (Seance / Treasure)" : Madame Estelle Vorick
- 1979 : Drôles de dames (Charlie's Angels), Saison 4-Episode 4 : "Vive la mariée (Angels at the Altar)" : Gloria Kellerman
- 1979 : Les Vampires de Salem (Salem’s Lot) de Tobe Hooper : Eva Miller
- 1980 : L'Incroyable Hulk (The Incredible Hulk), Saison 3-Episode 14: "Miroir de l'âme (Sideshow)" : Belle Star
- 1980 : Lou Grant, Saison 3-Episode 12: "Hollywood" : Carol Mayberry
- 1980 : Lou Grant, Saison 4-Episode 6: "Libel" : Janet Hart
- 1981 : The Perfect Woman de Robert Emenegger et Allan Sandler : Zelda
- 1983 : Simon et Simon (Simon & Simon), Saison 2-Episode 11: "Entre les lignes (Murder Between the Lines)" : Wanda
- 1984 : Simon et Simon (Simon & Simon), Saison 4-Episode 4: "Jumeaux (The Dark Side of the Street)" : Madame Martin
- 1984 : Les deux font la paire (Scarecrow and Mrs. King), Saison 1-Episode 11: "En souvenir du passé (Remembrance of Things Past)" : Patsy Peters
- 1985 : J.O.E. and the Colonel, téléfilm de Ron Satlof : Mom Roth
- 1986 : Histoires de l'autre monde (Tales from the Darkside), saison 2-Episode 15: "A New Lease on Life" : Madame Angler
- 1987 : Arabesque (Murder, She Wrote), Saison 3-Episode 20: "Les Voix d'outre-tombe (The Cemetery Vote)" : Kate Gunnerson
- 1987 : Simon et Simon (Simon & Simon), Saison 6-Episode 14: "For Old Crime's Sake (For Old Crime's Sake)" : Marie Lupinski Miller
- 1990 : The New Adam-12, Saison 1-Episode 7: "Follow home" : Gloria Freemont
- 1991 : Arabesque (Murder, She Wrote), Saison 7-Episode 14: "Qui a tué Jessica ? (Who Killed J.B. Fletcher?)" : Caroline